# Ciklononán
A ciklononán a cikloalkánok közé tartozó kilenc szénatomos gyűrűből álló aliciklusos szénhidrogén, képlete C9H18. A közepes gyűrűs anyagok feszültségének maximuma.

## Fordítás
Ez a szócikk részben vagy egészben a Cyclononane című angol Wikipédia-szócikk ezen változatának fordításán alapul.  Az eredeti cikk szerkesztőit annak laptörténete sorolja fel. Ez a jelzés csupán a megfogalmazás eredetét és a szerzői jogokat jelzi, nem szolgál a cikkben szereplő információk forrásmegjelöléseként.